# Alberto Contador
Alberto Contador Velasco (Madrid, 1982. december 6. –) spanyol országúti kerékpáros. A 2007-es, 2009-es Tour de France, a 2008-as és a 2015-ös Giro d’Italia illetve a 2008-as, 2012-es és 2014-es Vuelta a España győztese. Egyike azon 6 kerékpárosnak, akiknek sikerült megnyernie mind a három Grand Tourt. Korának egyik legjobb és legeredményesebb kerékpárosa. 2017-ben visszavonult a versenyzéstől.

## Pályafutása

### Kezdetek
Gyermekkorában több sportágat is kipróbált, köztük a labdarúgást vagy az atlétikát, ám a kerékpársporttal csak 14 éves korában kezdett el komolyabban foglalkozni, hála idősebb bátyjának, Francisco Javiernek. Az első versenyeire 15 évesen került sor, amikor belépett az amatőr Velo Club Portillo Real Madrid csapatba. Bár nem szerzett túl sok győzelmet, társai a Pantani becenevet adták neki. 2000-ben megszerezte első győzelmeit, megnyert számos amatőr hegyi versenyt.
16 éves korában otthagyta az iskolát a Bachillerato megszerzése nélkül és leszerződött a Iberdrola-Loinaz ifjúsági csapathoz, aminek vezetője Manolo Saiz volt, a ONCE profi kerékpáros csapat menedzsere. 2001-ben megnyerte az U-23-as spanyol országúti időfutam bajnokságot.

### ONCE/Liberty Seguros (2004-2006)
Contador profi pályafutása 2003-ban kezdődött, amikor Once-hoz került. Rögtön az első évben megnyerte a nyolcadik szakaszt, az egyéni időfutamot a Tour de Pologne-on.
A 2004-es Vuelta a Asturias első szakaszán rosszul lett. A kórházban megállapították, hogy veleszületett érrendszeri betegségben szenved, majd végre kellett hajtani egy komoly műtéti beavatkozást. Ennek következtében egy heg fut végig a homloka közepén egyik fülétől a másikig.
2004 végén már elkezdett edzeni, majd 8 hónappal a műtét után megnyerte Tour Down Under 5. szakaszát a Liberty Seguros színeiben. Ugyanebben az évben még szakaszt és összetett versenyt is nyert Setmana Catalanán, ezzel első porgi szakaszverseny győzelmét megszerezve. A Vuelta al País Vascón az egyéni időfutamon bizonyult a legjobbnak.
A 2006-os év is jól kezdődött számára, szakaszokat nyert a Tour de Romandie-n és a Tour de Suisse-en is, felkészülve a Tour de France-ra. A verseny megkezdése előtt több csapattársa is doppingbotrányba került, így a csapat nem állt rajthoz. Őt később tisztázta a Union Cycliste Internationale, a kerékpározást irányító világszervezet. Contador visszatérése nem sikerült túl jól. A Vuelta a Burgos negyedik szakaszán beért a célba, és vissza akart menni a csapatbuszhoz, karambolozott és egy rövid időre el is vesztette az eszméletét.

### 2007
2007 januárjának közepén Contador aláírt a Discovery Channel-höz. Első jelentősebb győzelme a Párizs–Nizzán érte el, ahol az utolsó szakaszt nyerte meg. A 2007-es Tour de France-on megnyerte a Plateau de Beille-i szakaszt és feljött az összetettben a második helyre Michael Rasmussen mögé. 2007. július 25-én, miután Rasmussen megnyerte a 16. szakaszt, csapata, a Rabobank eltiltotta a versenytől a csapatszabályok megsértése miatt. Ezért a 17. szakaszon senki sem viselte a sárga trikót. E szakasz után már Albertora került a trikó, aki a párizsi befutóig megőrizte azt. Miután a Discovery Channel bejelentette, hogy ez az utolsó szezon, amelyet támogat és az év végén a csapat feloszlik, Contador október 23-án bejelentette, hogy 2008-tól az Astana színeiben fog versenyezni.

### 2008
2008. február 13-án a Tour de France szervezője, az Amaury Sport Organisation bejelentette, hogy az Astanát nem hívják meg egyik versenyre sem, amelyet ők rendeznek a korábbi doppingbotrányok miatt. Ebből következik, hogy Contador nem tudta megvédeni a 2007-ben megnyert Párizs–Nizza és a Tour de France győztes pozícióit. Ebben az évben második Vuelta a Castilla y León győzelmét érte el, valamint a Vuelta al País Vasco első szakaszát és utolsó egyéni időfutamát is sikerült megnyernie. A következő tervezett versenye a Dauphiné Libéré lett volna, ám a csapatot meghívták a Giro d’Italiára. Alberto egy spanyol strandon jelentette be, hogy részt vesz a versenyen.
A versenyre való felkészülés hiánya nem rontotta a teljesítményét. A 15. szakasz után átvette a rózsaszín trikót Passo Fedaiától, amelyet a milánói befutóig megőrzött.
A 2008-as nyári olimpiai játékokon részt vett mind a mezőnyverseny, mind az egyéni időfutam versenyeken. Az előbbin, mint 53 társa, ő se ért célba, de az egyéni időfutamon negyedik helyezést ért el. Csapattársa, Levi Leipheimer lett a harmadik.
Contador nagy esélyekkel indult a 2008-as Vuelta a Españán. Legnagyobb ellenfele honfitársa, Carlos Sastre volt, aki egy hónappal előtte megnyerte a Tour de France-ot is. Alberto megnyerte a 13 szakaszt az utolérhetetlen támadásával a Angliru ellen. Átvette a piros trikót, melyet a befutóig megtartott. Nagy harc alakult ki közte és a csapattársa, Levi Leipheimer között. Az utolsó szakasz előtt 46 másodperccel vezetett Leipheimer előtt és több mint 4 perccel Sastre előtt. Mivel Contador volt a csapatvezető, így övé lett a végső győzelem. Ezzel belépett azok közé, akik meg tudták nyerni mind a három Grand Tourt.
Az év végén Contador megkapta a Vélo d'Or díjat – mely az év legjobb kerékpárosának jár – immár egymás után második évben.

### 2009
2008. szeptember 9-én a hétszeres Tour de France győztes Lance Armstrong bejelentette, hogy visszatér és folytatja profi pályafutását. Az Astana vezetője, Johan Bruyneel, Armstrong mentora és sport igazgatója, azt mondta, hogy ő nem hagyja, hogy Armstrong más csapatnál folytassa. A bejelentés Contador ambícióival ütközött, aki ragaszkodott az elsődleges vezetői poszthoz a csapaton belül és azt mondta, ha Armstrongot kell támogatnia, kilép a csapatból. Bruyneel később biztosította, hogy ő maradt a csapat fő embere. Contador később azt állította, hogy a média túlozta el ezt az ügyet, és bejelentette, hogy nem vesz részt a Giro d’Italia-án és a Vuelta a España-n és csak a Tour de France győzelemre összpontosít.
Contador 2009-es szezonját a portugál Volta ao Algarve versenyen kezdte meg. Összetettben első helyet ért el, a harmadik szakaszon második lett, míg az egyéni időfutamot is megnyerte. A következő a verseny a Párizs–Nizza volt. A prológ és a legkeményebb hegyi szakasz megnyerése után jelentős esélyei voltak az összetett győzelemre is, de a 7. szakaszon való leszakadás miatt honfitársa, Luis León Sánchez került az élre. A csapat és Contador később rájöttek, hogy a nem megfelelő táplálkozás volt, így nem volt ereje a nagyobb támadásokhoz. Végül Alberto a negyedik helyen végzett. Folytatta a felkészülést a Tourra, következő versenye a Dauphine Libéré volt. A nyitó időfutamon megmutatta erejét, így a sárga trikó közelébe került. A megmérettetés végén a harmadik helyen végzett.
2009. június 26-án megnyerte a spanyol időfutam-bajnokságot. Kijelentette, hogy ő azért indul el a versenyen, hogy az új Trek TT kerékpárt tesztelje. Mindezek ellenére Luis León Sánchez előtt 36 másodperccel ő lett a spanyol időfutam-bajnok. Ez volt az első nemzeti bajnokság győzelme, mint profi.
Contador a Tour de France 15. szakaszát megnyerte több mint egy perccel az üldözői előtt, így átvette a sárga trikót Rinaldo Nocentini-től. A 18. szakaszon (egyéni időfutamon) szintén ő volt a leggyorsabb, így előnye már 4 percre nőtt összetettben. 2009. július 26-án Contador immár másodszor állhatott a párizsi dobogó csúcsán. 4 perc 11 másodperccel verte az őt követő Andy Schleck-et, míg a harmadik 5 perc 24 másodperccel a visszatérő Lance Armstrong lett. A díjátadón a szervezők véletlenül a dán nemzeti himnuszt játszották le Spanyolország nemzeti himnusza helyett.
Július 31-én Contador menedzserre (aki a bátyja) bejelentette, hogy visszautasították az Astana négyéves szerződését, remélve, hogy a csapat elengedi, pedig szerződése 2010 végéig köti a kazahokhoz. Több csapattársa is elhagyta az Astanát, azért, hogy Lance Armstrong új csapatában, a Team RadioShackben folytassák. Az új csapat menedzsere Johan Bruyneel lett, a korábbi Astanás főnök. Bruyneel remélte, hogy számíthat Contadorra jövőre, azonban augusztus 15-én az Astana vezetése azt nyilatkozta, hogy érvényesíteni kívánják a 2008-ban kötött szerződést, így Contador végül maradt.

### 2010
Február 21-én Contador megnyerte az első versenyét. A Volta ao Algarve versenyen megnyerte a királyetapot és második lett az egyéni időfutamon. Március 14-én másodszor nyerte meg a Párizs Nizzát. Ezután április közepén megnyerte a Kasztíliai körversenyen az összetettet, ő lett a legkombinatívabb versenyző, valamint a 4. szakaszt is ő nyerte (egyéni időfutam). A Tourd előtti utolsó felkészülési versenye a Dauphine Liberé volt, ahol két szakaszt is nyert: megnyerte a prológot, valamint a 6. szakaszt. Mivel a hosszú időfutamon jobb volt nála Janez Brajkovic, ezért összetettben "csak" a második helyet sikerült megszereznie.
Következett Contador idei fő versenye, a Tour de France. Az első szakaszokon csak megbújt a mezőnyben, várta a komolyabb hegyi szakaszokat. Az első hegyi szakaszon (8. szakasz) a legnagyobb ellenfelének tartott Andy Schleck 10 másodpercet adott neki, amit később kiegyenlített a 12. szakaszon, így a hátránya 31 másodperc volt Schleckkel szemben, de az igazán kemény etapok még hátravoltak a Pireneusokban. Contador a 15. szakaszon vette át a sárga trikót vetélytársától, miután Schlecknek technikai hibája volt az utolsó emelkedőn, ahol leugott a lánca. Schleck már nem tudott felzárkózni, így 39 másodpercet kapott Contadortól. Contador innen már nem vesztette el a sárga trikót Párizsig, (bár még volt két komolyabb ütközetük) tehát megszerezte harmadik Tour de France-győzelmét is. 2012 februárjában doppingolás miatt megfosztották a Tour de France győzelmétől
Contador ősszel bejelentette, hogy 2011-től a Saxo Bank-Sungard versenyzője lesz.

### 2011
Első versenye új csapatában, a Saxo Bankban az Algarvei körverseny volt február közepén, ahol összetettben 4. helyen végzett. Márciusban megnyerte a Murciai és a Katalán körversenyt is. Még a Giro előtt elindult a kasztíliai körversenyen is, de itt csak a 24. lett összetettben.
Májusban következett az év első háromhetes versenye, a Giro d’Italia. Ezt a versenyt mindenki úgy harangozta be, hogy Contador vagy Nibali párharca. Az első komolyabb ütközet az Etnán történt, ahol Contador állva hagyta az egész mezőnyt, benne Nibalit-az olasz 50 másodpercet kapott tőle. Ezután következett a három királyetap (Großglockner, Zoncolan, Val di Fassa). Mindhárom szakaszon jótékonykodott: először Rujano-nak, azután Anton-nak, majd Nievének adott szakaszgyőzelmet. A hegyi időfutamon 24 másodpercet adott a második helyezett Nibalinak. A 19. szakaszon volt csapattársát Paolo Tiralongót hagyta nyerni. Végül az utolsó szakaszon 3. lett Millar és Rasmussen mögött. Ez a remek versenyzés azt jelentette, hogy minden idők egyik legnehezebb Giroját 6 perc 10 másodperces előnnyel nyerte Scarponi és majdnem 7 perccel (6:56) verte meg Nibalit. Ezen kívül még övé lett a piros trikó (pontverseny) és második lett a hegyi pontversenyben Garzeli mögött. 2012 februárjában a Giron elért eredményeitől megfosztották doppingolás miatt.
Júliusban elindult a Tour de France-on is, de ez nem az ő versenye volt. Már az első két szakaszon kétperces hátrányba került, amit már később nem tudott ledolgozni. Az első hegyi szakaszon bebizonyosodott, hogy nincs formában: a szakaszgyőztes Samuel Sancheztől 43 másodpercet kapott. Később az Alpokban még próbálkozott (Alpe d’Huez), de a hátránya nem csökkent. A grenoble-i időfutamon 3.lett. Végül is az összetettben az 5. helyet sikerült megszereznie majdnem 4 perccel (3:57) lemaradva a győztes Cadel Evanstól.

### 2012

#### Doppingbotrány
Contador még a 2010-es franciaországi versenyen fennakadt a doppingvizsgálaton, szervezetében a klenbuterol nevű anyag nyomaira bukkantak. Először felfüggesztették versenyzői engedélyét, de hazája szövetsége felmentette, az ítélet ellen azonban a nemzetközi szövetség (UCI) és a Nemzetközi Doppingellenes Ügynökség (WADA) is fellebbezett a nemzetközi sportdöntőbíróságnál (CAS), amely a 2011. novemberi meghallgatás után 2012. február 6-án hirdetett ítéletet az ügyben. A kerékpárost megfosztották az összes 2010 nyara óta elért eredményétől, többek között a 2010-es Tour de France-on és a 2011-es Giro d’Italián szerzett diadalától. Legközelebb augusztus 5-től állhat ismét versenybe, vagyis a Tour de France-on és a londoni olimpián nem indulhat el. Contador végig ártatlannak vallotta magát, szerinte fertőzött hús miatt akadhadott fenn a doppingvizsgálaton. A Benelux körversenyen (Eneco Tour) tér vissza utána elindul a Vueltán és nyer.

### 2013

#### Mélypont
Contador pályafutásának mélypontja a 2013-as szezon volt, amely végén sokan azt gondolták, hogy az volt az utolsó szezonja.
Az egész idényben mindössze egy szakaszgyőzelme volt a Tour de San Luis-on. A felkészülése hasonló volt az előző évekhez képest: elindult a Baszk körön, a Tirreno-Adriatico-n, de sehol sem mutatott meggyőző formát. A 100. Tour de France-ra mégis nagy tervvel érkezett: meg akarta nyerni az összetettet. Viszont már az első hegyi szakaszon több mint egy percet kapott a későbbi győztes Chris Froome-tól és végül csak a negyedik lett több mint 6 perccel lemaradva a győztes időtől. Oleg Tinkov a csapat egyik főszponzora nyíltan kritizálta a teljesítményét, de az év végén mégis szerződést ajánlott neki.

### 2014

#### Jobb mint újkorában
Contador a borzalmasra sikeredett 2013-as szezon után próbált rátalálni újra a győzelem útjára. Rögtön az első versenyén a Volta ao Algarve-n egy szakaszgyőzelemmel és egy összetett második hellyel nyitott. A Tirreno-Adriatico-n oktatta a mezőnyt, a harmadik szakaszon lehajrázta nagy ellenfelét Nairo Quintanat. A következő szakaszon egy sokáig emlékezetes több mint 30 km-es (!) szóló szökést mutatott be mely során 2 perces hátrányból zárkózott fel a szökevény csoportra, majd az utolsó hegyen leszakított mindenkit. Az összetettet több mint 2 perccel nyerte meg. A következő két versenye a Katalán- és a Baszk kör volt. Előbbin mindössze 4 másodperccel kapott ki, utóbbin viszont egy újabb briliáns támadással megszerezte az összetett győzelmet. A Tour de France előtti utolsó versenye a Criterium du Dauphiné volt melyen a szezon során először mérhette össze magát nagy riválisával Chris Froome-val. A verseny során végig fej-fej mellett haladtak, hol az egyikük, hol a másikuk támadott és habár a brit szerzett 2 szakaszgyőzelmet, de az utolsó szakasz előtt Contadornak volt esélye az összetett győzelemre. Amely végül nem jött össze neki, hiszen Adrew Talansky szökött az utolsó napon és megszerezte a győzelmet. Contador mégis elégedett lehetett a Tour előtt hiszen míg ő második lett összetettben, addig Froome csak a tizenkettedik helyet szerezte meg.
Rég érkezett Contador ilyen magabiztosan az év legfontosabb versenyére a Tour de France-ra, pályafutásának egyik legsikeresebb tavaszán volt túl és remek formában érezte magát. Aztán az 5. szakaszon előbb megnőttek az esélyei a győzelemre miután Chris Froome egymás után kétszer bukott és fel kellett adnia a viadalt. A szakasz végén viszont nem lehetett elégedett Alberto hiszen több mint 4 perces hátrányt szerzett össze az esős, macskaköves szakaszon. De ez nem törte le őt a következő hegyi szakaszon már támadott is és sikerült pár másodpercet faragnia a hátrányából. A 10. szakaszon aztán szertefoszlott minden remény: Contador bukott, és habár visszaült a kerékpárjára és megmászta a következő hegyet (1 perccel gyorsabban mint a mezőny), kiderült, hogy fel kell adnia a Tourt, mert egy csont eltört a lábában.
Később bejelentette, hogy Chris Froome-val egyetemben elindul a szezon utolsó versenyén a Vueltán. Hamar kiderült, hogy lábtörés ide vagy oda Alberto semmit sem vesztett a lendületéből. Az egész versenyt kontrollálta az időfutamon minden riválisánál jobb időd ment, rengeteget támadott az emelkedőkön. Az utolsó két hegyiszakaszt megnyerte Chris Froome előtt, bebizonyítva, hogy jó esélye lett volna a Touron is. Végül a záró időfutamon már csak be kellett érnie és kényelmes 1 perces előnnyel megnyerte pályafutása harmadik Vuelta a Espana versenyét.

### 2015

#### Giro-Tour dupla
Contador a szezon elején bejelentette, hogy megpróbálja megnyerni egymás után a Giro d’Italia-t és a Tour de France-t is. Ez Marco Pantani (1998) óta nem sikerült senkinek sem. A felkészülése szinte ugyanaz volt, mint a 2014-es csak kevesebb sikerrel. Bár Alberto minden versenyen bemutatott egy-két csodálatos támadást, érződött rajta, hogy nincs olyan formában mint tavaly ilyenkor. Ennek ellenére bizakodóan vágott neki a Giro-nak. A verseny során a csapata szinte egyik szakaszon sem tudta őt kellően segíteni végig korábbi csapatával az Astanával volt nagy harcban. Főleg Fabio Aru és Mikel Landa voltak rá veszélyesek. Hamar megmutatta Contador a foga fehérjét az első komolyabb hegyen két ember kivételével mindenkit leszakított és megszerezte a rózsaszín trikót. Egy bukás következtében azonban lekerült róla és a hazai kedvenc Fabio Aruhoz került. Ezután következett a majdnem 60 km-es időfutam, amely sorsdöntővé vált. Contador 3. helyen végzett a szakaszon, az időfutam specialistákkal versenyzett és mindössze 14 másodperccel maradt el a győztestől. Közben viszont minden más esélyesnek több mint 2 és fél percet adott, a rózsaszín trikós Arunak több mint 3 percet, Mikel Landának pedig több mint 4 percet. Úgy tűnt innentől Albertonak csak védekeznie kell és megvan a győzelem. Azonban a 16. szakaszon egy defekt következtében 40 km-re a céltól 1 perces hátrányban került Aruékhoz képest és csapata nélkül maradt. Következett egy legendás hegy a Mortirolo, amelyet Lance Armstrong a legnehezebb emelkedőnek nevezett amit ő valaha megmászott. Contador a hegy kezdete előtt 55 másodperces hátrányba volt a riválisaival szemben. Azonnal elkezdtett csökkenni a hátránya, sorra előzte meg a többieket. Egy örökre emlékezetes, sokak szerint legendás hegymászás után alig a hegy felénél utolérte a riválisait. Nem sokkal később arra is futott az erejéből, hogy betámadja őket amire már Fabio Arunak nem volt válasza. A verseny során később, amikor lehetősége volt támadott és habár az utolsó hegyi szakaszon le tudták őt szakítani, hatalmas rutinját megmutatva nem pánikolt be és a nagy előny birtokában begurult a célba, ezzel megszerezve hivatalosan 7. (nem hivatalosan 9.) Grand Tour győzelmét.
A Giro d’Italia-győzelme után Contador a Tour előtt még egy versenyen indult a Tour du Sud-on, amelyet meg is nyert. A Tour de France nem róla szólt, látszott rajta, hogy a Giro sokat kivett belőle, magához képest keveset támadott, erőtlen volt de emelt fővel ötödikként ért célba. Habár nem sikerült neki a Giro-Tour dupla, de egy igen sikeres szezont zárt.

### 2016

#### Az utolsó szezon?
2016-nak Contador úgy vágott neki, hogy ha megnyeri a Tourt, akkor visszavonul. A szezont az algarve-i körön kezdte, ahol egy szakaszgyőzelmet és egy összetett harmadik helyet szerzett. Egyik kedvenc versenyén a Párizs-Nizzán a záró szakaszon egy 50 km-es támadást mutatott be, de végül 2 másodperccel kikapott összetettben. A Baszk- és a Katalán körrel hangolódott rá a Tour-ra és bejelentette, hogy valószínűleg még egy évig biztosan nem vonul vissza. A Tour de France borzasztóan sikerült neki, már az első szakaszon bukott, több mint 3 perces hátrányban került riválisaihoz képest és fel kellett adni a versenyt. Később a csapat főszponzora, Oleg Tinkov bejelentette, hogy nem támogatja tovább a csapatot így ez az utolsó szezonja a Tinkoff-Saxo-nak. Contadort ezután a Trek-kel hozták szóba, de a szezon végéig kivártak a hivatalos bejelentéssel. A szezon utolsó Grand Tour versenyére a Vuelta a Burgos-sal hangolódott rá, amelyet 1 másodperccel megnyert. A Vuelta a Espana-n csak úgy, mint a Tour-on bukott és végül csak a 4. helyen végzett. Év végén bejelentették, hogy a Trek-Segafredo csapatáhou igazol.

### 2017

#### Új környezet
Contador elmondta, hogy érezhetően jobb környezetbe került, a Tinkoffnál sokszor került konfliktusba a csapatvezető Oleg Tinkovval a Treknél viszont minden adott egy jó szezonhoz. Csak úgy mint tavaly, idény is elmondta, hogy megnyeri a Tour de France-ot, akkor ez az utolsó szezonja.

## Sikerei
| 2003 – ONCE-Eroski - Tour de Pologne - 1., 8. szakasz (Egyéni időfutam) 2004 – Liberty Seguros - Vuelta a Aragón - Hegyi összetett győztese 2005 – Liberty Seguros-Würth - Vuelta al País Vasco - Összetett verseny 3. hely - Pontverseny győztese - 1., 6. szakasz (egyéni időfutam) - Tour Down Under - 1., 5. szakasz - Setmana Catalana - Összetett verseny győztese - Kombinált verseny győztese - 1., 3. szakasz - Tour de Romandie - Összetett verseny 4. hely - 1., 4. szakasz 2006 – Astana-Würth - Tour de Suisse - 1., 8. szakasz - Tour de Romandie - 2., Összetett versenyben - 1., 3. szakasz 2007 – Discovery Channel - Vuelta a Castilla y León - Összetett verseny győztese - Kombinált verseny győztese - Spanyol kerékpárosok verseny győztese - 1., 4. szakasz - Párizs–Nizza - Összetett verseny győztese - 25 év alattiak verseny győztese - 1., 4. szakasz - 1., 7. szakasz - Volta a la Comunitat Valenciana - 1., 4. szakasz - Tour de France - 1., 14. szakasz - 3., 16. szakasz - Összetett verseny győztese - 25 év alattiak verseny győztese 2008 – Astana - Vuelta a Castilla y León - Összetett verseny győztese - 1., 1. szakasz (Egyéni időfutam) - 1., 4. szakasz - Vuelta a País Vasco - Összetett verseny győztese - 1., 1. szakasz - 1., 6. szakasz (Egyéni időfutam) - Giro d’Italia - 2., 10. szakasz (Egyéni időfutam) - Összetett verseny győztese - Pekingi nyári olimpia - 4., Egyéni időfutam - Vuelta a España - 1., 13. szakasz - 1., 14. szakasz - 2., 20. szakasz (Egyéni időfutam) - 3., 7. szakasz - 3., 8. szakasz - Összetett verseny győztese - Kombinált verseny győztese | 2009 – Astana - Volta ao Algarve - Összetett verseny győztese - 1., 4. szakasz (Egyéni időfutam) - Párizs–Nizza - Összetett verseny 4. hely - 1., 1. szakasz (Egyéni időfutam) - 1., 6. szakasz - Dauphiné Libéré - Összetett verseny 3. hely - Vuelta al País Vasco - Összetett verseny győztese - 1., 3. szakasz - 1., 6. szakasz (Egyéni időfutam) - Spanyol országúti időfutam bajnokság - 1. hely - Tour de France - Összetett verseny győztese - 1., 4. szakasz (Csapat időfutam) - 1., 15. szakasz - 1., 18. szakasz (Egyéni időfutam) - 2., 1. szakasz (Egyéni időfutam) - 2., 17. szakasz 2010 – Astana - Algarvei körverseny - Összetett verseny győztese - 1., 3. szakasz - Párizs–Nizza - Összetett verseny győztese - 1., 4. szakasz - Vuelta a Castilla y León - Összetett verseny győztese - Kombinatív verseny győztese - Legjobb spanyol versenyző - 1., 4. szakasz (Egyéni időfutam) - La Flèche Wallonne - 3. helyezés - Critérium du Dauphiné - 2., Összetett versenyben - 1., Prológ (Egyéni időfutam) - 1., 6. szakasz - Pontverseny győztese - Tour de France - 2., 12. szakasz - 2., 17. szakasz 2011 – Saxo Bank-Sungard - Algarvei Körverseny - 3., 4. szakasz - Vuelta a Murcia - 1., 2. szakasz - Összetett verseny győztese - Katalán Körverseny - 1., 3. szakasz - Összetett verseny győztese - Giro d’Italia - 1., 9. szakasz - 1., 16. szakasz (Egyéni időfutam) - 2., 8. szakasz - 2., 13. szakasz - 2., 14. szakasz - 2., 19. szakasz - 3., 15. szakasz - 3., 21. szakasz (Egyéni időfutam) - Tour de France - 2., 4. szakasz - 3., 19. szakasz - 3., 20. szakasz (Egyéni időfutam) - 5., Összetett versenyben 2012 Saxo Bank-Tinkoff - Vuelta a España - Összetett verseny győztese 2013 4. összetettben, Tour de France 2014 - Vuelta a España - Összetett verseny győztese 2015 - Giro d’Italia - Összetett verseny győztese 2016 - Tour of the Basque Country - Összetett verseny győztese 2017 - 2. hely Paris-Nice |